# 李棟 (隆慶進士)
李棟（1532年—1588年），字尚隆，號吉軒，河南彰德府磁州涉縣人，民籍，明朝政治人物。

## 生平
嘉靖四十年（1561年）辛酉科河南鄉試第二十五名舉人。隆慶五年（1571年）中式辛未科會試第一百九十九名，三甲第二百八十一名進士。礼部觀政，授山西阳城县知县，萬曆五年（1577年）七月考选，授山东道試御史，六年两浙巡盐，八年巡按直隶真定保定等地。丁憂歸，十二年四月復除浙江道御史，巡按淮揚，十四年回道管事，十五年二月升大理寺右寺丞，十二月升左寺丞，十六年四月升本寺右少卿，六月轉左少卿，七月参与会审李材等人冒報缅甸大捷一事。九月卒，享年五十七。

## 家族
曾祖李大良；祖父李仁；父李紹，井陉知縣。母王氏。兄李栅、弟李枌、李杭。